# Rolf Decot
Rolf Decot CSsR (* 1942 in Essen) ist ein deutscher katholischer Theologe.

## Leben
Decot entstammt einer Berliner Hugenottenfamilie. Er legte sein Abitur am Collegium Josephinum Bonn ab und trat anschließend bei den Redemptoristen ein. Er studierte Theologie zunächst in Trier, dann ab 1965 an der Philosophisch-Theologischen Hochschule in Hennef. Nach der Priesterweihe 1970 studierte er zusätzlich Geschichte und Pädagogik an der Johannes Gutenberg-Universität in Mainz. Die anschließende theologische Promotion wurde von Anton Philipp Brück betreut. Diese Arbeit über den „Kurfürst und Erzbischof Sebastian von Heusenstamm 1545-1555“ wurde mit dem Preis der Universität Mainz ausgezeichnet. Vor und nach seiner Habilitation in Mittlerer und Neuerer Kirchengeschichte („Reform und Reichspolitik“) in Mainz entfaltete er eine intensive Lehrtätigkeit. Er war von 1984 bis 1996 Professor für Kirchengeschichte an der Phil.-Theol. Hochschule Hennef und seit 1996 an der Philosophisch-Theologischen Hochschule SVD St. Augustin, zugleich ist er außerplanmäßiger Professor an der Universität Mainz. Von 1977 bis 2007 war Decot wissenschaftlicher Mitarbeiter am Institut für Europäische Geschichte in Mainz. Er sitzt im wissenschaftlichen Beirat der Zeitschrift Theologie der Gegenwart (Universität Erfurt).
Seine Forschungsschwerpunkte sind die Religionsfrage auf den Reichstagen des 16. Jahrhunderts, Reformation und Ökumene, das Erzstift Mainz in der frühen Neuzeit, Religion und Kirche am Ende des Alten Reiches und in der Säkularisation und Ordensgeschichte (Redemptoristen).

## Publikationen (Auswahl)
- Religionsfrieden und Kirchenreform. Der Mainzer Kurfürst Sebastian von Heusenstamm 1545–1555 (= Veröffentlichungen des Instituts für Europäische Geschichte Mainz, Band 100). Steiner, Wiesbaden 1980, ISBN 3-515-03307-6 (zugleich Dissertation, Mainz 1979).
- als Herausgeber: Peter Manns. Vater im Glauben. Studien zur Theologie Martin Luthers. Festgabe zum 65. Geburtstag (= Veröffentlichungen des Instituts für Europäische Geschichte Mainz, Band 131). Steiner, Wiesbaden u. a. 1988, ISBN 3-515-05055-8.
- als Herausgeber: Vermittlungsversuche auf dem Augsburger Reichstag 1530 (= Veröffentlichungen des Instituts für Europäische Geschichte Mainz, Beiheft 26). Steiner, Stuttgart 1989, ISBN 3-515-05263-1.
- als Herausgeber mit Rainer Vinke: Zum Gedenken an Joseph Lortz (1887–1975). Beiträge zur Reformationsgeschichte und Ökumene (= Veröffentlichungen des Instituts für Europäische Geschichte Mainz, Beiheft 30). Steiner, Stuttgart 1989, ISBN 3-515-05159-7.
- als Herausgeber mit Gerhard May: Heinz Scheible, Melanchthon und die Reformation. Forschungsbeiträge (= Veröffentlichungen des Instituts für Europäische Geschichte Mainz, Beiheft 41). von Zabern, Mainz 1996, ISBN 3-8053-1935-5.
- als Herausgeber: Leif Grane, Reformationsstudien. Beiträge zu Luther und zur Dänischen Reformation (= Veröffentlichungen des Instituts für Europäische Geschichte Mainz, Beiheft 49). von Zabern, Mainz 1999, ISBN 3-8053-2599-1.
- als Herausgeber mit Matthieu Arnold: Frömmigkeit und Spiritualität. Auswirkungen der Reformation im 16. und 17. Jahrhundert (= Veröffentlichungen des Instituts für Europäische Geschichte Mainz, Beiheft 54). von Zabern, Mainz 2002, ISBN 3-8053-2939-3.
- als Herausgeber: Säkularisation der Reichskirche 1803. Aspekte kirchlichen Umbruchs (= Veröffentlichungen des Instituts für Europäische Geschichte Mainz, Beiheft 55). von Zabern, Mainz 2002, ISBN 3-8053-2940-7.
- als Herausgeber: Expansion und Gefährdung. Amerikanische Mission und Europäische Krise der Jesuiten im 18. Jahrhundert (= Veröffentlichungen des Instituts für Europäische Geschichte Mainz, Beiheft 63). von Zabern, Mainz 2004, ISBN 3-8053-3432-X.
- Kleine Geschichte der Reformation in Deutschland Herder, Freiburg u. a. 2005, ISBN 3-451-28613-0.
  - Breve storia della riforma protestante Ed. Queriniana, Brescia 2007, ISBN 978-88-399-2793-4.
  - Mała historia reformacji w Niemczech Wydawn. WAM, Kraków 2007, ISBN 978-83-7318-743-6.
- als Herausgeber: Kontinuität und Innovation um 1803. Säkularisation als Transformationsprozess. Kirche – Theologie – Staat – Gesellschaft (= Veröffentlichungen des Instituts für Europäische Geschichte Mainz, Beiheft 65). von Zabern, Mainz 2005, ISBN 3-8053-3524-5.
- als Herausgeber mit Matthieu Arnold: Christen und Juden im Reformationszeitalter (= Veröffentlichungen des Instituts für Europäische Geschichte Mainz, Beiheft 72). von Zabern, Mainz 2006, ISBN 978-3-8053-3709-0.
- als Herausgeber: Konfessionskonflikt, Kirchenstruktur, Kulturwandel. Die Jesuiten im Reich nach 1556 (= Veröffentlichungen des Instituts für Europäische Geschichte Mainz, Beiheft 77). von Zabern, Mainz 2007, ISBN 3-8053-3820-1.
- Geschichte der Reformation in Deutschland. Herder, Freiburg u. a. 2015, ISBN 3-451-31190-9.